# Jomfruland-Nationalpark
Der Jomfruland-Nationalpark (norwegisch Jomfruland nasjonalpark) ist ein 117 km² großer Nationalpark im Süden von Norwegen. Der Park liegt rund um die Inseln Jomfruland und Stråholmen im Schärengarten in der Provinz Telemark und gehört zur Gemeinde Kragerø. 98 % des Parks bestehen aus Wasserfläche. Der Park wurden am 16. Dezember 2016 eröffnet.
Der Park wurde zum Schutz einer der größten Endmoränen Skandinaviens, des Raet, und dem Erhalt der biologischen Artenvielfalt zu Lande und zu Wasser gegründet.

## Geografie, Landschaft und Geologie
Der Park besteht zu 98 % aus Wasserfläche. Das große Meeresgebiet des Nationalparks besteht größtenteils aus Meeresboden mit üppiger Bodenvegetation und Meerestieren. Die Landfläche umfasst die flachen Inseln Jomfruland und Stråholmen sowie einige kleinere Inseln und Inselchen.
Etwa 15 km² bestehen aus Tangwäldern, Seegraswäldern, weichen Bodenablagerungen, Muschelsand und Moränen von nationalem Wert.
Die Landschaft am Meer ist geprägt von Kies und Strandwällen. Im Landesinneren gibt es offene Weiden und Wiesen.
Die am Ende der letzten Eiszeit gebildete Endmoräne dominiert die gesamte Länge des Nationalparks, sowohl auf dem Meer, als auch an Land. Der Kiesstrand auf der Meeresseite von Jomfruland ist ca. 7 km lang.

## Flora und Fauna
Die Inseln Jomfruland und Stråholmen dienen als Rastplätze für verschiedene Zugvögel. Die Vogelstation Jomfruland hat mehr als 300 verschiedene Vogelarten registriert, was das zweithöchste Vorkommen in Norwegen darstellt. Unter anderem wurden hier Nachtigall, Bluthänflinge, Neuntöter und Karmingimpel gesichtet.

## Tourismus und Verwaltung
Das Gebiet ist ein beliebtes Freizeitgebiet. Insbesondere die Insel Jomfruland, aber auch Stråholmen, sowie die anderen Inseln und Stangnes auf dem Festland werden viel besucht.
Im Nationalpark gibt es 22 Gebiete mit einer Gesamtfläche von 150 ha, die für öffentliche Outdoor-Aktivitäten geöffnet sind.